# Gare de Schopfheim West
La gare de Schopfheim-West est une gare située à Schopfheim-ouest, dans le Bade-Wurtemberg.

## Situation ferroviaire
La gare est située au point kilométrique (PK) 18,30 de la Wiesentalbahn (ligne entre Bâle et Zell im Wiesenthal).